# Període posttalaiòtic

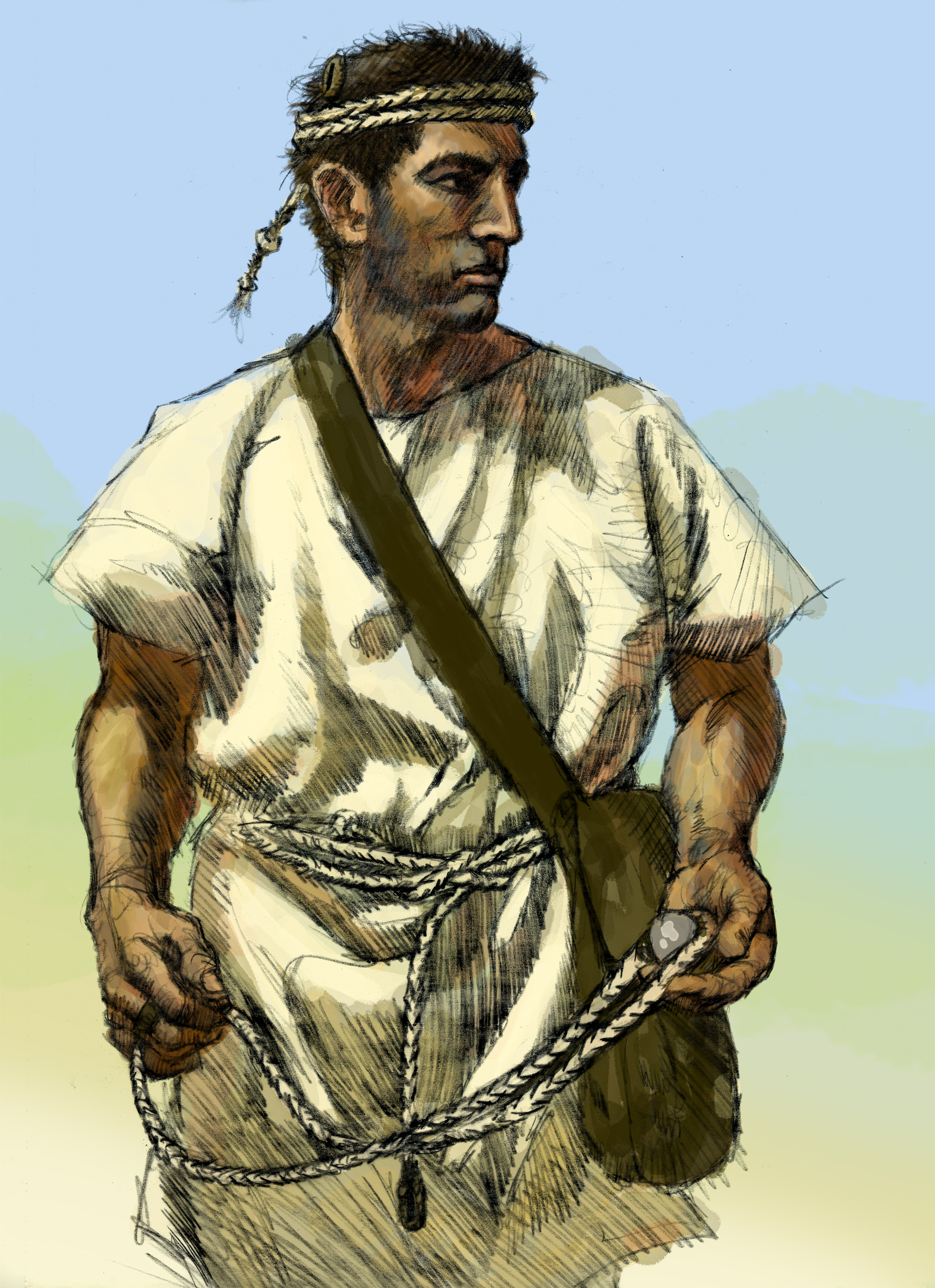
Foner balear del període posttalaiòtic

El període posttalaiòtic, període talaiòtic final o període baleàric és la darrera fase cronològica, ja corresponent a la protohistòria, de la cultura talaiòtica, que es desenvolupa a les Illes Gimnèsies, Menorca i Mallorca. La cronologia ocupa bona part de l'edat del ferro, car va del 600-500 aC, moment en què sembla que es comencen a abandonar talaiots, fins al 123 aC, quan es produeix la conquesta romana. Va romandre poc estudiada fins a mitjan segle xx, puix que se solia considerar com el període final del talaiòtic ple, però de llavors ençà s'han identificat força trets que la caracteritzen.
Un dels primers autors que es va ocupar de les restes materials d'aquesta cultura va ser Joan Ramis i Ramis, a la seva obra Antigüedades célticas de la isla de Menorca, que és el primer llibre en castellà íntegrament dedicat a la prehistòria.

## Característiques generals
Igual que al període anterior, s'observen diferències entre el període posttalaiòtic a Menorca i a Mallorca. De tota manera, sembla que a totes dues illes aquesta etapa es caracteritza pel final de l'ús de, com a mínim, alguns talaiots. Aquest fet es documenta, per exemple, a Son Fornés (Mallorca) i a Cornia Nou (Menorca). Hi ha poblats que són abandonats definitivament, mentre que en d'altres sembla que torna a recuperar-se la població després d'un buit de dècades. No es tornen a construir pus grans monuments com els de l'etapa anterior, sinó que, sovint, es rehabiliten les ruïnes o es modifiquen antigues construccions.
Una altra de les característiques d'aquest període és la influència creixent de la cultura púnica. A partir del  està documentat que els foners balears lluiten com a mercenaris per als púnics. Gràcies a aquesta activitat, arribaran a les illes grans quantitats de materials d'importació procedents sobretot de la veïna Eivissa, especialment vi, que es transportava dins àmfores, però també grans quantitats de recipients ceràmics, ornaments de pasta de vidre, metalls i persones. Malgrat tot, aquesta arribada de materials d'importació només es documenta arqueològicament de forma massiva a partir del . Hi ha autors que qualifiquen l'etapa com a període de colonització, per bé que no es poden documentar assentaments púnics a cap de les dues grans illes. En canvi, sí que hi ha assentaments púnics documentats a illots com na Galera o na Guardis, vora Mallorca.
En l'àmbit social, aquests materials d'importació, de gran valor i controlats per les elits locals, actuarien com a béns de prestigi que servirien per expressar el poder de les classes dominants, en un context d'accés diferenciat als recursos. En molts casos, aquests béns de prestigi s'incorporen als  aixovars funeraris. Destaca la fabricació de nombroses figures de bronze semblants a models clàssics, els anomenats Mars balearicus: guerrers nus en posició d'atac, brandant un casc, una llança i un escut, que poden fer pocs centímetres fins a una mica més de mig metre, i la qualitat de la factura és realment variada.
En aquesta etapa, a les dades proporcionades per l'arqueologia s'hi han d'afegir les fonts escrites gregues i romanes. A través d'elles, se sap que els habitants de les illes utilitzaven un ungüent fet amb oli de llentiscle (en aquesta època, no s'havia generalitzat encara l'oli d'oliva) i saïm de porc, amb què s'untaven el cos. Aquests autors expliquen també que els illencs anaven nus, durant l'estiu, mentre que a l'hivern es cobrien amb pells, segons alguns autors, o amb una túnica curta, segons altres. Els baleàrics disposaven de mules que exportaven, potser, a altres regions, perquè també apareixen citades en les fonts com una de les peculiaritats de les illes.
Tot i la influència de la cultura púnica, molts dels trets culturals d'aquesta fase entronquen amb l'etapa anterior. Així, per exemple, el torn de terrissaire i els molins rotatius no s'introdueixen fins al segle ii aC, de forma que durant bona part del període els cereals es molen amb els antics molins de vaivé talaiòtics i les ceràmiques es fabriquen a mà. Les bases econòmiques, igual que a la fase anterior, semblen ser el conreu de cereals i la ramaderia de cabres i ovelles, amb una menor importància de les vaques i els porcs. L'aprofitament dels recursos marins (peixos, crustàcis i mol·luscs) continua essent extremadament minoritària, tot i que augmenta lleugerament respecte a la fase anterior, possiblement degut a la influència púnica.
Després de la derrota definitiva de Cartago a mans de Roma el 146 aC, les tropes de la República es dediquen a incorporar les diferents possessions de l'imperi derrotat, i a les Gimnèsies els toca el torn el 123 aC, amb la invasió de Mallorca i Menorca a mans de les tropes de Quint Cecili Metel Baleàric. A partir d'aquest moment, l'arxipèlag balear passa a ser una unitat incorporada a Roma: es funden les colònies de Palma i Pol·lència, es federen poblats com el de Bócor i d'altres es converteixen en municipis de dret llatí, com Guium i Tucis. El món romà s'establí a l'illa, però el món indígena no s'assimilà de cop i calgueren segles perquè l'assimilació fos total.

## Període posttalaiòtic a Menorca

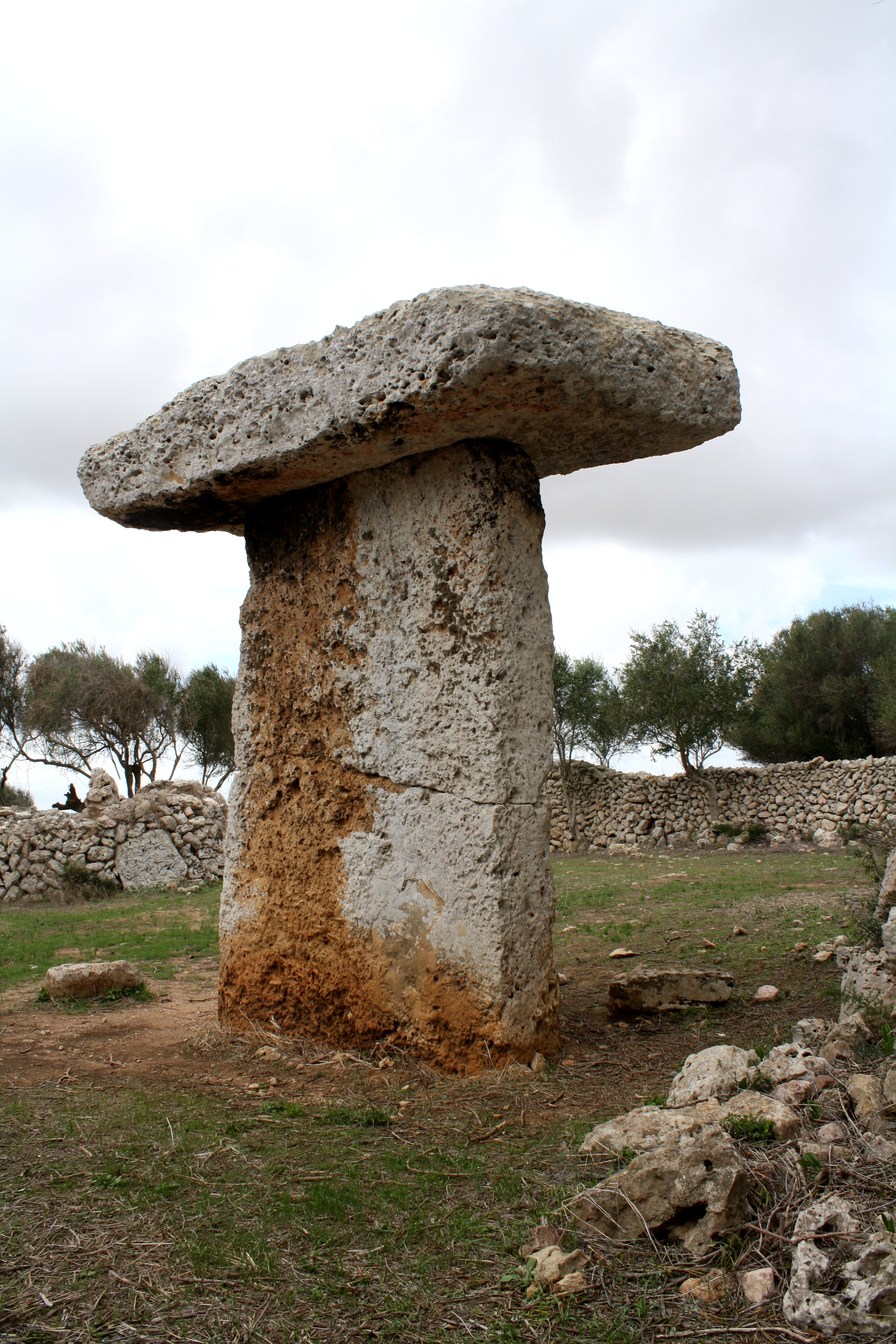
Taula del poblat talaiòtic de Torretrencada, Menorca

A part dels trets ja esmentats, aquesta fase es caracteritza a Menorca pel creixement dels nuclis de població i l'aparició de nous models arquitectònics. En aquest sentit s'han de destacar els recintes de taula i els cercles d'habitació, com els que es troben a Torre d'en Galmés.

### Cronologia
Sembla que en aquest període cultural és on hi ha més consens entre els investigadors, puix que la major part assenyala el segle vi aC. com l'inici del talaiòtic final degut a la creixent relació amb el món púnic. El final d'aquesta etapa se situa amb la conquesta romana de les Balears per Quint Cecili Metel l'any 123 aC. data que es troba en varis textos i, per tant, no ha creat cap mena de discussió.

### Aspectes socials del talaiòtic final a Menorca

#### · Economia
La base de l'economia en el Talaiòtic Final seguia essent l'agricultura dels cereals i la ramaderia (seguint amb el model de l'etapa anterior). Tot i així s'han de destacar dos elements; en primer lloc l'explotació dels recursos marins i en segon lloc el consum de vi. Arqueològicament parlant és el primer moment de la cultura talaiòtica on s'han documentat atuells de pesca, com ara ams però també restes de peix a dins d'algun cercle talaiòtic. També el vi entra a formar part de la dieta dels habitants talaiòtics en aquest moment, influenciats en gran part pel món púnic, amb el qual mantenen una estreta relació de comerç procedent d'Eivissa.

#### · Religiositat
És a partir del segle vi aC. quan apareixen els recintes de Taula els quals ens permeten adentrar-nos en la religiositat d'aquesta cultura. Els rituals que es feien en aquests recintes es complementaven amb foc (documentades grans llars de foc a l'interior del recinte), vi (restes de grans concentracions de fragments d'àmfores) i banquets litúrgics (presència de gran quantitat de restes òssies d'animals).
Amb relació a l'element central del recinte, la Taula, existeixen diverses propostes sobre el significat i alhora del tipus de culte d'aquesta època. Alguns investigadors proposen que representa esquemàticament un tora, i que la taula seria relacionada amb una divinitat lligada al toro. Altres hi veuen un edifici de clara influencia púnica i en la Taula un altar, lloc de culte cap a les divinitats.
Dins d'aquests recintes s'han documentat algunes figuretes de divinitats importades d'arreu del Mediterrani, entre les quals destaca la figureta d'un Imhotep egipci a Torre d'en Galmés. A part, també s'han documentat en diferents recintes, peveters que representen la divinitat púnica Tannit. En fi, és destacable la troballa de tres epígrafs al recinte de Son Catlar que fan referència a tres divinitats: Baal, Caelestis i el deu del Pleniluni. Tots aquests elements fan pensar en una religiositat talaiòtica força permeable i que s'influenciava molt a partir de l'aculturació de les cultures del seu voltant.

#### · El món dels morts

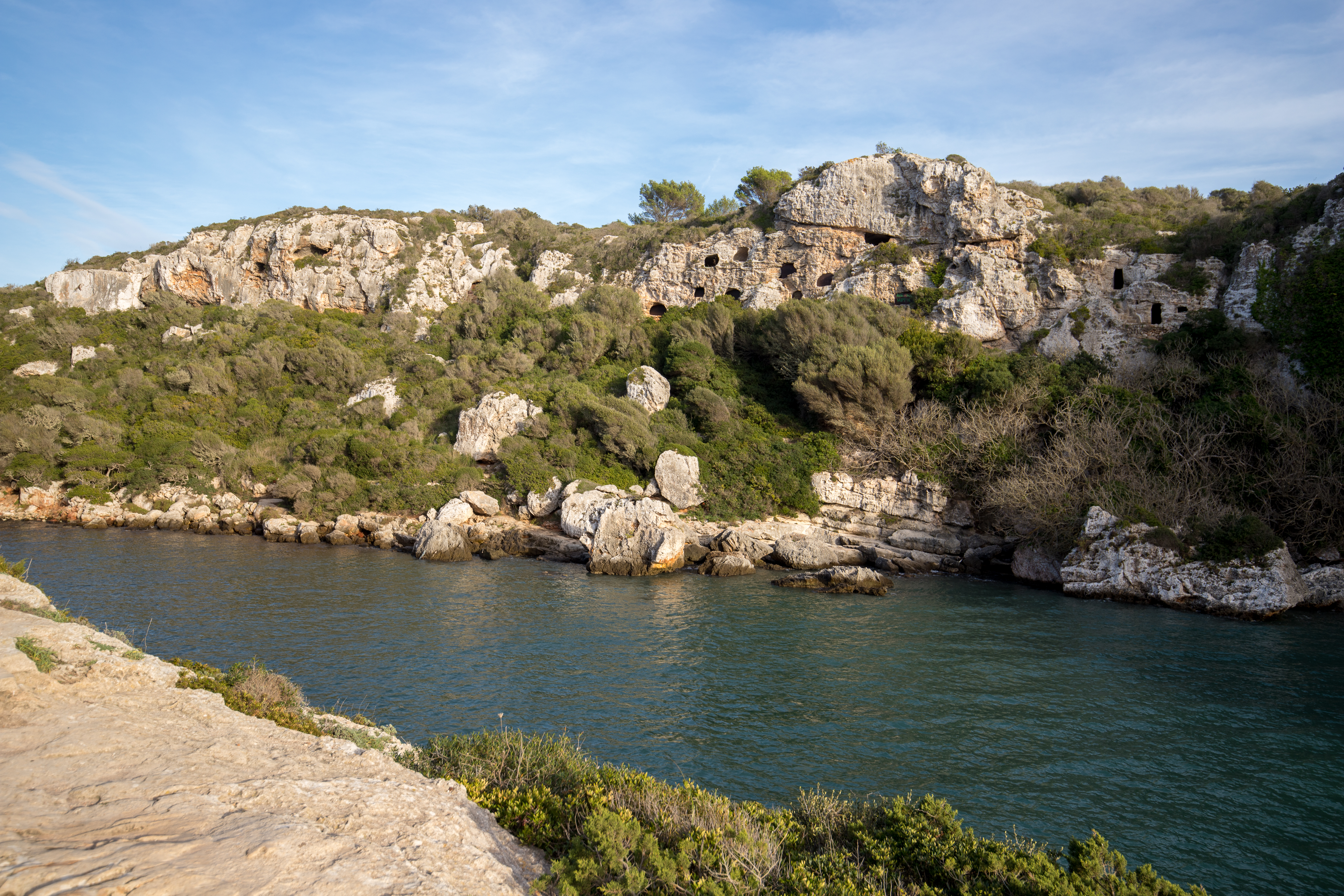
Necròpolis de Calescoves

És a partir del 600-550 aC quan apareixen les grans necròpolis d'hipogeus de planta complexa que coneixem actualment com les de Cales Coves, Cala Morell, etc. Tot i l'abundant localització d'aquests llocs, resulta minsa la informació que tenim sobre els rituals funeraris d'aquesta època, atès que degut a l'ocupació reiterada de les coves al llarg de la història com a lloc per guardar bestiar, com a lloc d'estiueig, etc ha provocat que els materials arqueològics desapareguin. Un dels llocs que ens permetrà entendre part dels rituals funeraris d'aquesta època són els dos hipogeus excavats fa pocs anys al canal dels horts de Ciutadella, al costat del port on es varen documentar gran quantitat de materials

### L'arquitectura del talaiòtic final a Menorca

#### · Els hàbitats
És a partir del 600 a.n.e. que sembla apareixen les característiques cases de planta circular anomenades cercles, les quals estan força documentades degut al treball d'excavació dels darrers anys al poblat de Torre d'en Galmés. Aquestes cases tenen un gran pati exterior tancat on s'han documentat restes de diverses activitats que s'hi portaven a terme, relacionades amb la producció i processament d'aliments, fabricació de diversos atuells, resguard del ramat, etc

#### · Elsrecintes de Taula
És una mena d'estructura exclusiva d'alguns poblats de l'illa de Menorca, documenta a partir del segle vi aC. Consisteix en un gran edifici de planta en forma de ferradura amb murs ciclopis de doble parament, amb una cara exterior de grans lloses i una cara interna de pedres mitjanes. A l'interior del recinte es localitzen tot un seguit de pilastres laterals adossats al mur perimetral i gairebé al centre la Taula. Aquesta està formada per dos grans blocs de pedra col·locats un sobre l'altre formant una "T" (en alguns casos sobrepassa els 4 metres d'alçada). Adia d'avui encara és un misteri com es van construir tot i que han sorgit un seguit d'hipòtesis de com varen col·locar aquestes dues pedres.
El caràcter religiós del complex sembla admès per tots els investigadors. Ara bé, hi ha tot un seguit d'elements que resten en discussió entre els experts, com ara si era un edifici cobert o descobert i sobretot el paper que jugava la Taula al seu interior: era senzillament un pilar que sustentava el possible sostre, es tracta d'un element simbòlic, representa a una divinitat tauromòrfica com afirmen alguns investigadors?

#### · Les muralles

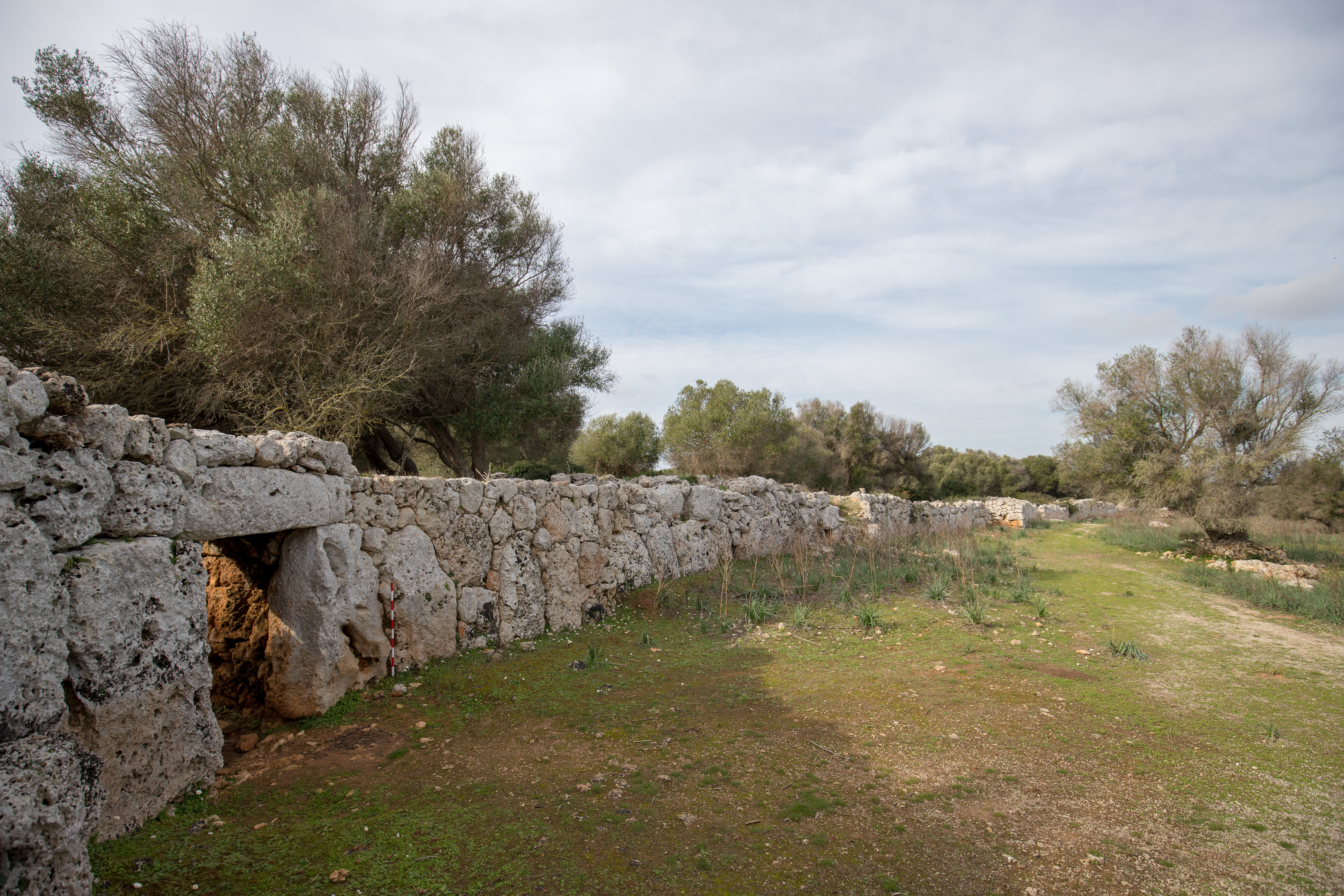
Murada de Son Catlar

Es tracta de l'element defensiu per antonomàsia, que es detecta encara en alguns dels poblats talaiòtics de l'illa de Menorca. Es tracta d'una construcció de característiques ciclòpies de doble parament, amb una cara exterior construïda a partir de grans pedres col·locades sobre un sòcol, una cara interna de pedres mitjanes i l'emplecton format per pedruscall. Actualment, el millor exemple d'aquest tipus de muralla el podem observar al poblat talaiòtic de Son Catlar, on es conserva gairebé tot el seu perímetre.
Els treballs arqueològics realitzats els darrers anys en aquest jaciment per part del Proyecto Modular, (Universitat d'Alacant) han permès documentar que l'origen constructiu d'aquesta estructura se situaria al voltant del segle V aC., i que posteriorment va patir tot un seguit de remodelacions, com l'adossament de torres de planta quadrangular, la modificació de parts del perímetre o l'obertura de portes seguint nous models poliorcètics. 

## Període posttalaiòtic a Mallorca

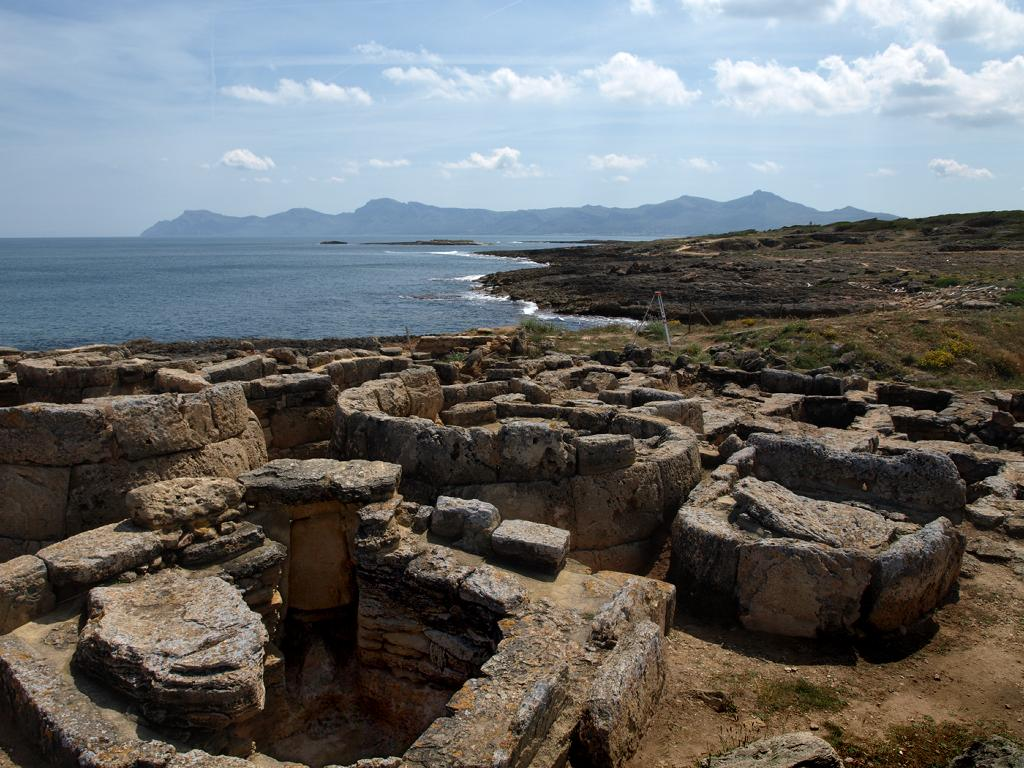
Necròpolis de Son Real, Mallorca

A Mallorca també s'observa un creixement dels nuclis de població. En aquesta illa no s'hi troben recintes de taula, i els habitatges no presenten l'estandardització que es troba a Menorca. Per altra banda, a aquesta illa és més evident el pas dels rituals funeraris col·lectius a les inhumacions individuals, com s'observa per exemple a la necròpolis de Son Real. Per altra banda, a Mallorca es detecta un canvi en la tecnologia de producció ceràmica, que substitueix els desgreixants minerals pels degreixants vegetals, fet que no s'observa a Menorca.

## Candidatura de la Menorca Talaiòtica a Patrimoni Mundial
Actualment, una selecció de jaciments prehistòrics de Menorca opten a ser declarats patrimoni de la humanitat per la UNESCO, sota el nom de Menorca Talaiòtica. Els jaciments en qüestió, entre els quals n'hi ha un bon nombre que corresponen al període posttalaiòtic, són: Necròpolis de Cala Morell, Naveta des Tudons, Es Castellàs des Caparrot de Forma, Ses Roques Llises, Trepucó, Poblat talaiòtic de Torralba d'en Salort, Cova des Càrritx, Taula de Torrellisar, Hipogeu de Torre del Ram, Hipogeus de Biniai Nou, Monument de na Comerma de sa Garita, Naveta de Biniac Oriental, Navetes de Rafal Rubí, Necròpolis i Es Castellet de Calescoves, Poblat de Son Mercer de Baix, Poblat talaiòtic de Binissafúller, Poblat talaiòtic de Montefí, Sa Cudia Cremada, Poblat talaiòtic de Sa Torreta, Poblat talaiòtic de Sant Agustí, Poblat talaiòtic de Torrellafuda, Poblat talaiòtic de Torretrencada, Sala hipòstila des Galliner de Madona, So na Caçana, Sepulcre de Son Olivaret, Talaiot de Torelló, Talaiot de Trebalúger, Poblat de Cala Morell, Torre d'en Galmés, Cornia Nou.